# Улица Хајдук Вељкова (Обреновац)
| Улица Хајдук Вељкова (Обреновац) | Улица Хајдук Вељкова (Обреновац) |
| -------------------------------- | -------------------------------- |
|                                  |                                  |
| Општина                          | Обреновац                        |
| Почетак                          | Улица Војводе Мишића (Обреновац) |
| Крај                             | Улица Вука Караџића (Обреновац)  |
| Дужина                           | 150 метара m                     |
| Стари називи                     | Улица Александра Тајкова         |
|                                  |                                  |
|                                  |                                  |
|                                  |                                  |

Улица Хајдук Вељкова повезује улице Војводе Мишића и Улица Вука Караџића, дуга је 150 метара, и њено просецање било је предвићено Регулациони планом из 1889. године. Носи име по Хајдук Вељку, јунаку из Првог српско устанка. 

## Историјат
Повезивала је Каљави сокак, данашњу улицу Вука Караџића и Шабачку улицу, данашњу Улицу Војводе Мишића. Првим регулационим планом  планирано је њено просецање са именом Маринковићева улица. По земљишним књигама из 1932. године, види се да је просечена и  да носи име Хајдук Вељкова. После Другог светског рата мења име у Улица Александра Тајкова, а од 2002. године поново се зове Хајдук Вељкова.
Улица за становнике Обреновца има пре емотивни него саобраћајни значај. Иако се налази у самом центру града, одувек је била слабо осветљена, с густим крошњама дрвећа, и Обреновчани је незванично зову Улица заљубљених због тога што је од радозналих погледа скривала љубавне парове који су, нарочито у вечерњим сатима, кроз њу шетали. Улица је будила романтична сећања генерацијама Обреновчана, а била је и инспирација обреновачким писцима.

### Галерија - данашњи изглед улице
- Улица Хајдук Вељкова (Обреновац)
- Угао Хајдук Вељкове (Обреновац) и Улице Војводе Мишића

## Суседне улице
Улица Војводе Мишића, Улица Вука Караџића (Обреновац), 